# Vehari
Vehari är huvudort för ett distrikt med samma namn i den pakistanska provinsen Punjab. Folkmängden uppgick till cirka 150 000 invånare vid folkräkningen 2017.